# Maria Szymańska-Elzanowska
Maria Szymańska-Elzanowska (ur. 20 października 1940 w Brodnicy) – polska koszykarka, reprezentantka Polski.

## Życiorys
Była zawodniczką AZS Poznań. W reprezentacji Polski seniorek wystąpiła 15 razy, w tym na mistrzostwach Europy w 1962.
W 1965 ukończyła studia w Wyższej Szkole Wychowania Fizycznego w Poznaniu. Pracowała w Studium Wychowania Fizycznego i Sportu Politechniki Poznańskiej
Jest żoną reprezentanta Polski w rugby Jana Elzanowskiego.